# Titularbistum Dadima
Das Bistum Dadima (italienisch diocesi di Dadima, lateinisch Dioecesis Dadimensis) ist ein Titularbistum der römisch-katholischen Kirche.
Es geht zurück auf ein antikes Bistum mit Sitz in Dadima (heute Tadım, Provinz Elazığ, Türkei) in Südostanatolien, im nördlichen Mesopotamien. Es gehörte zur Kirchenprovinz Amida.
Amida (heute Diyarbakır) war die Hauptstadt der Aramäer von Bit Zamani (2. Jahrtausend v. Chr.).
| Titularbischöfe von Dadima |                                  |                                                    |                    |                    |
| Nr.                        | Name                             | Amt                                                | von                | bis                |
| 1                          | Ferdinand Stanislaus Pawlikowski | Weihbischof in Seckau (Österreich)                 | 25. Februar 1927   | 26. April 1927     |
| 2                          | José de Jesús López y González   | Weihbischof in Aguascalientes (Mexiko)             | 1. Juli 1927       | 20. September 1929 |
| 3                          | Jan Remiger                      | Weihbischof in Prag (Tschechien) (emeritiert 1941) | 16. Dezember 1929  | 21. Mai 1959       |
| 4                          | József Winkler                   | Weihbischof in Szombathely (Ungarn)                | 15. September 1959 | 30. Januar 1981    |